# Блажек, Йиндржих
Йиндржих Блажек (чеш. Jindřich Blažek; 26 ноября 1933, Прага — 30 ноября 1997) — чехословацкий гребец, выступавший за сборную Чехословакии по академической гребле в конце 1950-х годов. Обладатель двух бронзовых медалей чемпионатов Европы, победитель и призёр первенств национального уровня, участник летних Олимпийских игр в Риме.

## Биография
Йиндржих Блажек родился 26 ноября 1933 года в Праге.
Впервые заявил о себе в академической гребле на международном уровне в сезоне 1958 года, когда вошёл в состав чехословацкой национальной сборной и выступил на чемпионате Европы в Познани, где выиграл бронзовую медаль в распашных безрульных четвёрках.
В 1959 году в той же дисциплине взял бронзу на чемпионате Европы в Маконе.
Благодаря череде удачных выступлений удостоился права защищать честь страны на летних Олимпийских играх 1960 года в Риме. В зачёте четвёрок без рулевого совместно с партнёрами Ярославом Старостой, Мирославом Йишкой и Рене Либалом с первого места преодолел предварительный квалификационный этап, тогда как в решающем финальном заезде финишировал четвёртым.
После римской Олимпиады Блажек больше не показывал сколько-нибудь значимых результатов в академической гребле на международной арене.
Умер 30 ноября 1997 года в возрасте 64 лет.